# Strangalia linsleyana
Strangalia linsleyana es una especie de escarabajo longicornio del género Strangalia, categorizada en la tribu Lepturini, de la subfamilia Lepturinae. Fue descrita por Giesbert en 1985.

## Descripción
Mide 7,5-12 mm de longitud.

## Distribución
Se distribuye por Panamá.